# County of Brant

Lage von Brant in Ontario

County of Brant ist eine Gemeinde in der kanadischen Provinz Ontario. Entgegen ihrem Namen ist sie seit 1999 kein County mehr. Brant umschließt die Stadt Brantford.

## Geografie
Brant liegt zentral auf der Halbinsel zwischen Huron-, Erie- und Ontariosee und wird von Nord nach Südost vom Grand River durchflossen. Es liegt auf ca. 300 m Höhe und das Gelände ist relativ flach.

## Geschichte
Brant wurde 1851 aus Teilen des Wentworth und Oxford Countys als eigenes County gegründet. Im Zuge der großen Verwaltungsreform in Ontario wurde die vormalige Kreisstadt Brantford als einstufige Gemeinde ausgegliedert und der Rest des County ebenfalls als einstufige Gemeinde zusammengefasst.

## Bevölkerung
Brant hat 36.707 Einwohner (Stand: 2016). 2011 betrug die Einwohnerzahl 35.638 in 12.935 Haushalten. Der Anteil der Ein-Personen-Haushalte lag mit 18 % deutlich unter dem Provinzschnitt mit 25 %.
Die Größte Ortschaft der Gemeinde ist Paris mit ca. 12.000 Einwohnern. 
Auf dem Gebiet von Brant befindet sich mit dem Six Nations of the Grand River eines der größten Indianerreservate Kanadas. Hier leben Mitglieder aller sechs Irokesen-Nationen sowie einige Lenni Lenape unter Selbstverwaltung. Sie werden auch statistisch nicht zur Bevölkerung gezählt.

## Verkehr
Brant liegt im sogenannten Québec-Windsor-Korridor und wird hauptsächlich durch die Autobahn Ontario Highway 403 erschlossen. Auch die Züge der VIA Rail Canada zwischen Toronto und Windsor durchqueren die Gemeinde. Der einzige Bahnhof befindet sich allerdings in Brantford.
Es verfügt mit dem Flugplatz Brantford über einen Regionalflugplatz. Der nächste größere Flughafen ist Hamilton-Munro, einige Kilometer östlich der Gemeinde. Im Osten der Gemeinde, nahe Caledonia befindet sich außerdem ein Wasserlandeplatz.